# Wieczny wrzesień
Wieczny wrzesień (ang. Eternal September lub September that never ended) – usenetowe wyrażenie slangowe ukute przez Dave’a Fishera określającym okres od września 1993 r. Wyrażenie to zawiera przekonanie, że niekończący się napływ nowych użytkowników (tzw. newbies) od tego momentu, tj. od września 1993, zdegradował na stałe poziom i standard dyskusji na Usenecie.

## Tło wyrażenia
Usenet był początkowo zlokalizowany i administrowany na uczelniach wyższych w USA (głównie południowych), gdzie panował zwyczaj, że nowo przyjęci studenci już we wrześniu dostawali po raz pierwszy dostęp do sieci komputerowej uniwersytetu. Z reguły nowi użytkownicy Usenetu potrzebowali około miesiąca (właśnie września), by dostosować się do panujących w nim reguł, czyli do netykiety.
W 1993 r. firma AOL udostępniła sieć Usenet wszystkim swoim klientom, przez wielu weteranów Usenetu zwanym „AOLers”, którzy byli gorzej przygotowani do nauki netykiety niż studenci. Było to spowodowane częściowo brakiem poinformowania przez AOL swoich klientów o tym, że nowo udostępnione forum nie jest częścią jej usług, jak również dużo większą niż poprzednio skalą zjawiska.
Od tego czasu dramatyczny wzrost popularności Internetu przyniósł nieprzerwany strumień nowych użytkowników. Tak więc, z punktu widzenia użytkowników Usenetu sprzed 1993 r., regularny „wrześniowy” napływ nowych użytkowników nigdy się nie zakończył. Termin ten został po raz pierwszy użyty przez Dave’a Fischera 26 stycznia 1994, który w liście na alt.folklore.computers napisał:

It’s moot now. September 1993 will go down in net.history as the September that never ended.